# Єгорово (Люберецький міський округ)
Єго́рово (рос. Егорово) — селище у складі Люберецького міського округу Московської області, Росія.

## Населення
Населення — 438 осіб (2010; 256 у 2002).
Національний склад (станом на 2002 рік):
- росіяни — 93 %